# 苦力怕
苦力怕（英語：Creeper），又譯爬行者，是電子遊戲《我的世界》中的一種敵對生物，由遊戲制作人马库斯·佩尔松在為遊戲設計豬時創造出來，並於2009年9月1日首次在遊戲中登場。苦力怕生成於夜間和黑暗處，會幾乎無聲地接近玩家並爆炸，對角色造成傷害並摧毀周圍的方塊。時至今日，苦力怕已成為《我的世界》的標誌性元素，並在周邊商品中占據重要地位。

## 設計
|                 | 苦力怕其實是一個錯誤。當時我沒有任何建模軟體，只用程式碼編寫。結果不小心搞混了它們的高度和長度，所以最後看起來就像個長了四隻小腳的高個子。於是就變成了苦力怕，而不是一頭豬。 |
| ——马库斯·佩尔松 | |

苦力怕是《我的世界》的游戏制作人马库斯·佩尔松設計豬模型時出錯而創造出來的，但他隨後產生了讓這生物具有敵意，並像會走路的TNT一樣行動的想法，並賦予其綠色紋理和攻擊性的行為模式。佩尔松形容苦力怕“脆脆的，像乾樹葉一樣，而不是黏糊糊的，想想常春藤或其他爬藤植物”。作為敵對生物苦力怕於2009年9月1日首次出現在《我的世界》中，起初苦力怕只是像殭屍一樣直接攻擊玩家，並且只有當玩家殺死它們時才會爆炸，但佩尔松認為這還不夠嚇人，於是將爆炸作為該生物的基本攻擊模式。

## 特徵

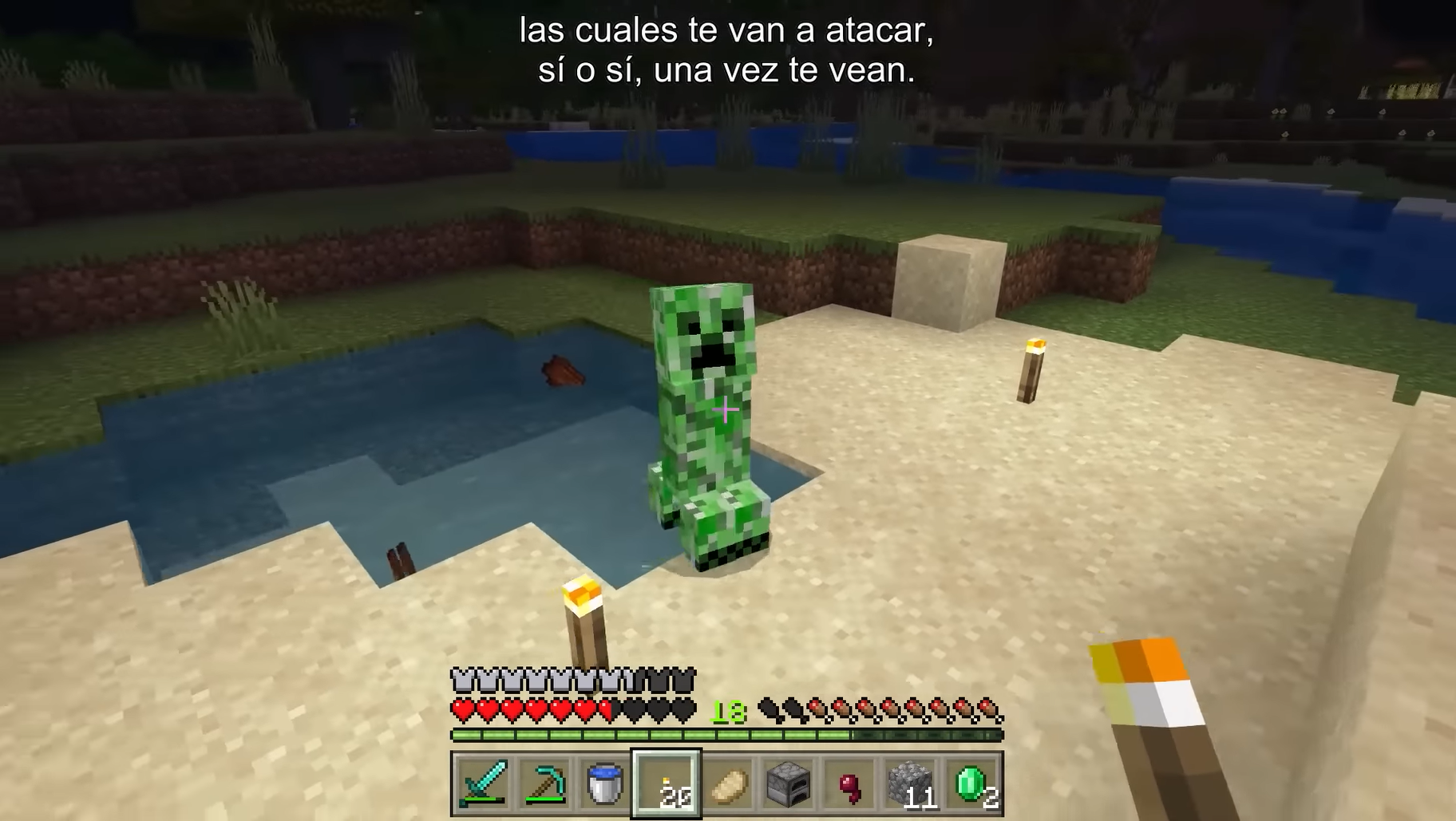
一隻正在追逐玩家的苦力怕

苦力怕是一種高大的綠色怪物，外型酷似仙人掌，身體底部長了四條粗短的腿，頂著一張苦瓜臉。苦力怕在亮度低於7的夜間和洞穴中生成，但不像殭屍和骷髏一樣會被陽光燒死，苦力怕會悄無聲息地爬向其周圍16個方塊半徑內的玩家，短暫的發出嘶嘶聲後爆炸，對玩家造成傷害並摧毀周圍的方塊，是除了末影人外唯一能夠影響地形的生物。苦力怕在困難模式下一次爆炸就可以殺死玩家，即使在滿血狀態下穿著全套鑽石盔甲，玩家的血量在爆炸後也會只剩两颗心。
苦力怕被殺後會掉落火藥，如果是被骷髅或流浪者殺死，就會掉落一張唱片，如果豹貓或貓進入苦力怕周圍6個方塊半徑內，苦力怕就會逃跑。在之後的更新中，遊戲開發者認為苦力怕“不夠難以預測”，並添加了苦力怕被閃電擊中後變成的“高壓苦力怕”，高壓苦力怕擁有兩倍的爆炸威力，可以使在爆炸中死亡的特定生物，包括其他苦力怕、殭屍、骷髅甚至豬人，掉落可供玩家穿戴的頭部。

## 影響
苦力怕一經推出便迅速成為《我的世界》的標誌性元素，以至於在2011年像素化的苦力怕臉部被整合到「Minecraft」標誌的字母「A」中並一直沿用至今，最早的《我的世界》周邊商品就是苦力怕毛絨玩偶，2016年後苦力怕的周邊商品範圍又擴展到了其它玩具、文化衫、連帽衫甚至《聖經》的封面。2013年，《吉尼斯世界纪录游戏玩家版》將苦力怕列為「50大電子遊戲反派」榜單的第十名。2021年，《PC Gamer》將苦力怕評為「電腦遊戲中50個最具標誌性的角色」中的第九名：「諷刺的是作為《我的世界》的明星，苦力怕若要在遊戲中發揮作用則必須不被玩家發現。」
在發表於《遊戲與文化》的文章《数码的征服者：〈我的世界〉與新自由主義的護教學》中，坦帕大學的英語與寫作系教授丹尼爾·杜漢形容苦力怕為「抵抗的化身」，並將它在遊戲中的作用與現實世界的恐怖主義及其社會反應進行比較。文章更以「自我毀滅是抵抗的終極形式」這一意識形態，直接將苦力怕與現實世界的自殺式炸彈襲擊者相提並論，而苦力怕非人類的外形和一張苦瓜臉，進一步使其成為遊戲世界中「他者性」的象徵。杜漢承認雖不可能知道該生物的真實動機，但他認為苦力怕體現了遊戲世界對玩家的排斥，經由頻繁的相互作用及其結果，推動玩家去追求技術進步和資源積累。

## 登場
苦力怕也出現在了《我的世界》的衍生遊戲中，包括《我的世界：故事模式》、《我的世界：地下城》、《我的世界：传奇》、《我的世界：地球》，以及改編電影《MINECRAFT麥塊電影》，也出現在《樂高我的世界》中。除了《我的世界》系列之外，苦力怕還出現在《泰拉瑞亞》、《火炬之光II》、《邊緣禁地2》、《任天堂明星大亂鬥 特別版》中，亦將在《超音鼠漂移：交叉世界》中出現。